# 교황 바오로 1세
교황 바오로 1세(라틴어: Paulus PP. I, 이탈리아어: Papa Paolo I)는 제93대 교황(재위: 757년 5월 29일 - 767년 6월 28일)이다. 교황 스테파노 2세의 형이자 로마 교회의 부제로서 일찍부터 동생에게 등용되어 랑고바르드 왕국 군주들과의 교섭에서 큰 활약을 하였다. 이러한 경험들은 그가 훗날 교황직을 수행할 때 큰 도움이 되었다

## 생애
바오로는 동생 스테파노와 함께 신학 공부를 하였으며, 라테라노 궁전에서 사제 서품을 받았다. 757년 4월 26일 동생이자 교황인 스테파노 2세가 선종하자 바오로는 전임 교황의 정책이 지속되기를 원했던 다수의 추기경들의 추대를 받아 경쟁자였던 수석부제 테오필라토를 따돌리고 동생의 후임자로 선택되었다. 새 교황의 정책은 프랑크 왕국과 랑고바르드 왕국 그리고 동로마 제국과의 외교 관계에 중점을 두었다. 바오로 1세는 자신이 선출되었다는 소식을 동로마 황제 휘하에 있는 라벤나의 총독과 피핀에게 동시에 보냈다. 그러나 라벤나 총독에게는 서로 대등한 입장에서 자주성을 띈 어조로 쓴 반면에, 피핀에게는 프랑크 왕국과의 동맹이 손상되지 않고 계속 유지되었으면 좋겠다는 희망사항을 담은 어조로 썼다. 한편 바오로 1세는 랑고바르드족의 왕 데시데리우스에 대해서는 그의 위협에 노심초사하였다.
바오로 1세가 교황이 되자 랑고바르드 왕국의 데시데리우스와 동로마 제국의 콘스탄티누스 5세가 큰 적수로 등장하였다. 데시데리우스는 선왕이 강제로 빼앗긴 영토를 되찾으려 하였고 콘스탄티누스 5세는 교황의 방해로 성상 파괴 운동을 효율적으로 수행할 수 없었던 것이다. 랑고바르드 왕국은 교황이 자신의 소유라고 주장한 이몰라, 오시모, 볼로냐, 안코나 등의 도시를 장악하였으며, 758년에는 스폴레토와 베네벤토를 정복하였다. 베네벤토의 반란을 진압하고 즉시 로마를 방문한 데시데리우스를 바오로 1세를 협박하여 피핀에게 자신이 정복한 곳을 모두 랑고바르드 왕국의 영토로 온전히 인정할 것을 요청하는 서신을 쓰도록 하였다. 데시데리우스는 교황이 피핀을 설득하여 프랑크 왕국이 억류하고 있는 랑고바르드족 인질들을 무사히 돌려보내준다면 이몰라로 돌아가겠다고 약속하였다.
바오로 1세는 데시데리우스에게 자신의 특사들이 랑고바르드 왕국의 영토를 무사히 통과할 수 있게 보장해 달라는 내용을 담은 서신을 써서 보냈는데, 이 서신에서 그는 데시데리우스의 요구사항들을 받아들여 피핀에게 사로잡은 랑고바르드족 포로들을 모두 풀어주고 데시데리우스와 평화 조약을 맺을 것을 요청하겠다고 약속하였다. 그러나 바오로 1세는 비밀리에 피핀에게 서신을 한 통 더 보냈다. 두 번째 비밀 서신에서 그는 피핀에게 자신을 도와주러 올 것과 랑고바르드 왕국이 강제로 점령한 도시들을 다시 내놓게 힘을 써줄 것을 요청하였다.
그러나 피핀은 데시데리우스와 좋은 관계를 맺는 것이 유익하다고 판단하여 군대를 파병하지 않았으며, 바오로 1세는 언행이 일치하지 않는 행동을 했음에도 큰 성과를 얻지 못하였다. 하지만 훗날 피핀은 로마와 랑고바르드 왕국 사이에 긴장감이 조성되자 갈등의 중재자로 나서기 위해 교황을 지원하기 위해 약간의 군사를 지원하였다.
765년 베네벤토와 토스카나 그리고 스폴레토의 일부 지역에서의 교황의 특권이 회복되었다. 한편 콘스탄티노폴리스와의 관계는 더욱 소원해졌다. 항상 동로마 제국의 침공을 염려하였던 바오로 1세는 특히 759년에 동로마 황제가 로마를 공격하기 위해 군대를 파병할지 모른다는 생각에 두려워하였다. 바오로 1세는 또한 동로마 제국의 야욕으로 위협을 느낀 프랑크 왕국이 랑고바르드 왕국과 손을 잡을까봐 끊임없이 전전긍긍하였다. 실제로 그러한 사태는 일어나지 않았지만, 피핀은 이탈리아에 영향력을 행사할 수 있는 강력한 힘을 갖게 되었다.
바오로 1세는 767년 6월 28일에 선종하였다. 사후 성인으로 시성되었으며, 축일은 6월 28일이다.